# Wijde Blik
De Wijde Blik is een plas in het Oostelijk Vechtplassengebied, gelegen aan het Hilversums Kanaal tussen Vreeland en Kortenhoef in de provincie Noord-Holland.

## Naam
De Wijde Blik wordt door sommigen het  Wijde Blik genoemd. Een voor de hand liggende verklaring van de naam gaat uit van een betekenis "vergezicht". Echter, verschillende namen met bleek of blijk worden eerder verklaard vanuit woorden als blikkeren of blinken, dus verwijzend naar het spiegelen van een wateroppervlak.

## Beschrijving
De Wijde Blik is van oorsprong een veenplas, maar heeft veel van zijn oorspronkelijke karakter verloren nadat er tot op grote diepte zand uit is gewonnen. De zandwinning begon in 1933 nadat de Ballast Mij. vergunning hiervoor had gekregen. De zandschepen voeren uit De Wijde Blik, via het Hilversums Kanaal en langs Fort Kijkuit naar de schutsluis 't Hemeltje om zo de Utrechtse Vecht te bereiken. Vandaar voeren de schepen naar de eindbestemming, veelal Amsterdam.
In 1974 kwam de vergunning voor verlenging in aanmerking. Hier werden veel bezwaren tegen aangedragen en uiteindelijk is de zandwinning per eind 1978 gestaakt. Het meer en omliggend terrein bleven in handen van de baggermaatschappij. Na pogingen om dit te verkopen aan projectontwikkelaars kwam het gebied, inclusief de Spiegelplas, na jaren onderhandelen voor één gulden in handen van de provincie Noord-Holland.
Het is nu een bijzonder grote en diepe plas, de diepste plas van de Vechtplassen. Hoewel daarmee veel waardevols aan natuur verdween, heeft het voor de natuur ook voordelen gehad. Door zijn diepte zuigt de plas namelijk veel kwelwater uit de ondergrond aan. De goede kwaliteit daarvan komt de beheerders goed van pas. Door de zware kwel vriest de plas ook in koude winters zelden dicht, iets wat watervogels als brilduiker en smient hogelijk weten te waarderen.
De diepe plas wordt omgeven door brede stroken rietland, waar vogels als grote en kleine karekiet broeden.

## Eigendom en beheer
De Wijde Blik en haar oeverland zijn voor een groot deel eigendom van Natuurmonumenten, die hier 289 ha bezit.

## Recreatie
De Wijde Blik heeft slechts één toegang, en wel vanaf het Hilversums kanaal. Aan de Zuwe zijn een zeilschool en botenverhuur gevestigd. De Wijde Blik is goed vanaf het land te overzien vanaf de A.Lambertskade, een twee kilometer lange veenkade met fietspad tussen Loenen en de Horndijk.